# Machaon

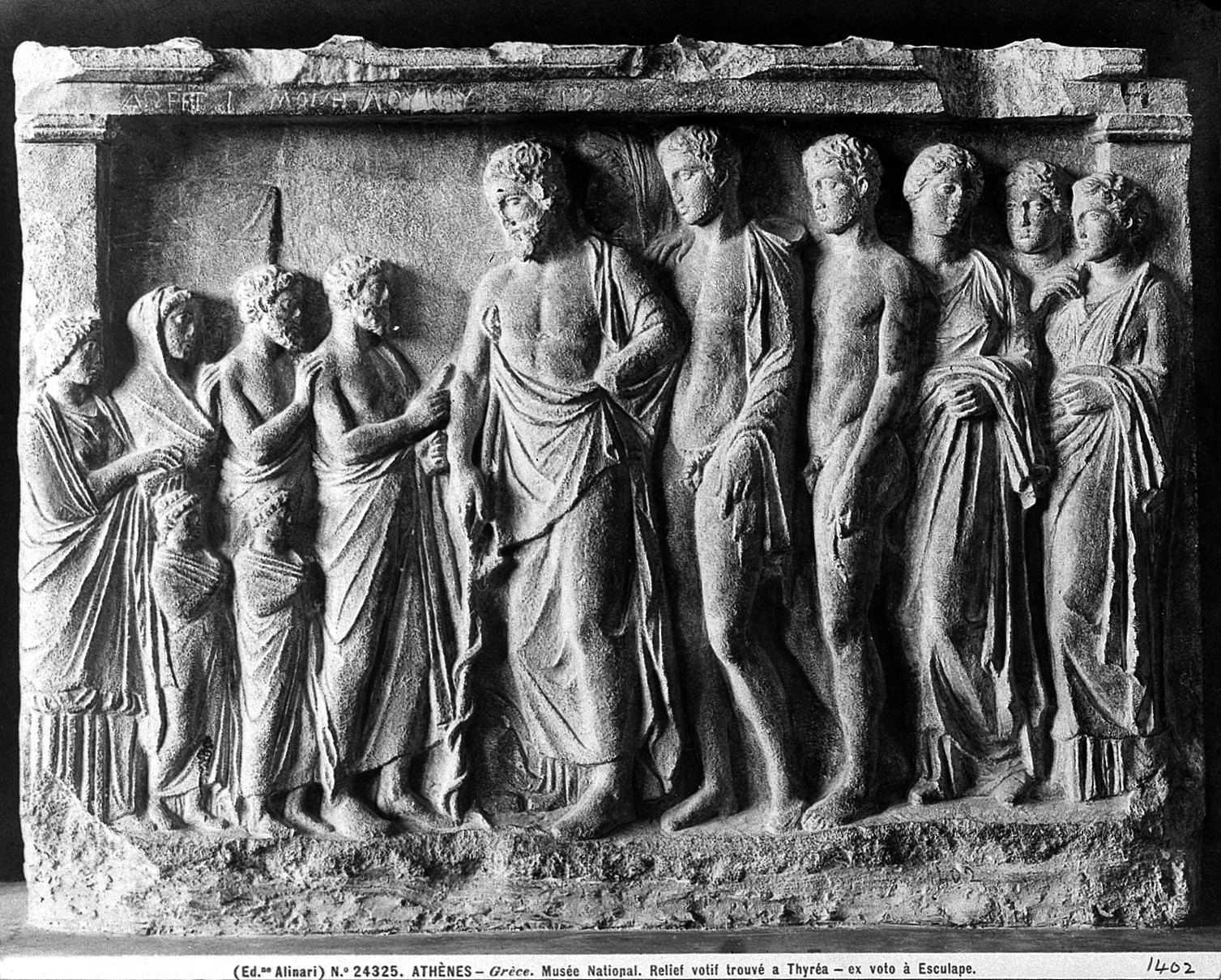
Przyjmujący pacjentów Asklepios (z towarzyszącymi mu synami i córkami) na reliefie wotywnym z Tyrei (IV wiek p.n.e.)

Machaon (gr. Μαχάων Macháōn, łac. Machaon) – w mitologii greckiej jeden z synów Asklepiosa i Epione, córki Meropsa.
Był jednym z zalotników Heleny, z której powodu uczestniczył wraz z bratem Podalejriosem w wyprawie Achajów na Troję. Panując nad trzema tesalskimi miastami (Trikka, Itome, Ojchalią), prowadził flotę 30 okrętów. Jako ceniony medyk zwolniony był z udziału w walkach; w trakcie wojny wyleczył m.in. Menelaosa i Telefosa; zoperował też i ostatecznie uzdrowił chorego Filokteta. Zgodnie z wersją Iliady w dziesiątym roku oblężenia zginął pod Troją, gdzie zraniony przez Parysa, został następnie zabity przez Eurypylosa (albo przez amazonkę Pentezyleę). Nestor przewiózł do kraju jego prochy złożone w sanktuarium w meseńskiej Gerenii. Ponadto razem z bratem miał wystawiony kenotaf w Trikka. Pohomeryckie utwory cyklu trojańskiego wymieniają go jednak wśród wojowników ukrytych wewnątrz drewnianego konia.
Jego małżonką była Antykleja, córka Dioklesa, z którą miał dwóch synów: Nikomachosa i Gorgasosa. Znani są też jednak inni synowie o imionach Aleksanor, Polemokrates, Skynor, Alkon.
Imię jego wykorzystano tworząc nazwę motyla Papilio machaon (paź królowej).